# روزا ريوس
روزا ريوس (بالإسبانية: Rosa Ríos)‏ هي مخرجة وممثلة بوليفية، ولدت في 17 أبريل 1935 في لاباز في بوليفيا، وتوفيت بنفس المكان في 19 أغسطس 2018 بسبب أمراض دماغية وعائية.

## وصلات خارجية
- روزا ريوس على موقع IMDb (الإنجليزية)